# Дели Кадри
Делѝ Кадрѝ е османски кърджалия и аян на Бургас.
Първите сведения за Дели Кадри са от 1800 година, когато вече ръководи значителен кърджалийски отряд в Бургаско, откъдето е родом. По това време е признат от правителството за аян на Бургас. Широка известност получава през пролетта на 1803 година, когато е сред водачите, наред с известния Кара Фейзи и бившия аян на Фере Али Молла, на голям кърджалийски поход, засегнал цяла Тракия.
В началото на 1805 година Дели Кадри и Кара Фейзи се споразумяват с властите да ги помилват, ако се изтеглят в Софийско, но малко по-късно отново преминават в Северна Тракия. През февруари Дели Кадри ръководи набег, достигнал до Чорлу, след което се връща към Пловдивско, където са основните сили на Кара Фейзи. От септември отново действа из Източна Тракия и срещу него е изпратен серския аян Исмаил Сирозли. Конфликтът продължава до май 1806 година, когато Дели Кадри е амнистиран, призната е аянската му длъжност в Бургас и получава титлата капуджибашия и 150 хиляди гроша, за да плати на войниците си. След амнистията Дели Кадри се присъединява с войската си към намиращия се в Родосто Исмаил Сирозли. Двамата получават заповед да заминат за Сърбия и да се бият с въстаниците там, но до края на годината остават в Източна Тракия и изглежда взимат участие в бунтовете в Одрин срещу Низам-и Джедид.